# Tour Voces
Tour Voces es la segunda gira musical de la cantante española Ruth Lorenzo, anunciada en abril de 2016, incluirá únicamente cinco conciertos en España.

## Antecedentes
El 22 de abril Ruth Lorenzo mediante sus redes sociales anuncio de forma oficial, por sorpresa y sin precedente, su segunda gira musical, bajo en nombre Tour Voces. La gira constará únicamente de cinco fechas por la geografía española. Asimismo, el espectáculo estuvo patrocinado por la marca de ropa española Inside.  El 14 de octubre se puso a la venta la canción "Voces" que sería utilizada como himno para la causa solidaria, promovida por Cadena 100. Ese mismo día, el sencillo llegó al número uno en iTunes España.

## Repertorio
Intro
1. «Planeta Azul»
2. «Flamingos»
3. «Love is Dead»
4. «Eva»
5. «Noche en Blanco»
6. «Dancing in the Rain»
7. «Million Reasons» (cover de Lady Gaga)
8. «Burn»
9. «Moscas Muertas»
10. «Still»
11. «Gigantes»
12. «Patito Feo»
13. «Renuncio»
14. «Te Veo»
15. «Voces»
16. «Cheep Thrills» (cover de Sia)
17. «99»
18. «Echo»

| Notas |
| --- |
| - Este repertorio expone las canciones interpretadas en el primer concierto de la gira, que tuvo lugar el 18 de noviembre de 2016 en Madrid. - Durante el show en Barcelona, Lorenzo interpretó un fragmento de «Dancing In The Rain» en catalán. |

## Fechas
| Europa                  |           |        |                           |
| 18 de noviembre de 2016 | Madrid    | España | Sala Joy Eslava           |
| 19 de noviembre de 2016 | Barcelona | España | Sala Barts                |
| 5 de diciembre de 2016  | Sevilla   | España | Teatro Lope de Vega       |
| 9 de diciembre de 2016  | Valencia  | España | Espai la Rambleta         |
| 17 de diciembre de 2016 | Murcia    | España | Auditorio Victor Villegas |